# 艾格諾爾
艾格諾爾，是英國作家約翰·羅納德·瑞爾·托爾金（J.R.R. Tolkien）的史詩式奇幻小說《精靈寶鑽》中的虛構人物。
他是費納芬（Finarfin）之子，愛上了人類女子安列絲（Andreth），但這段愛情沒有開花結果。最後他在班戈拉赫戰役（Dagor Bragollach）中戰死。

## 名字
艾格諾爾（Aegnor）是辛達語化後他的母名，對應的昆雅語版本是艾卡納羅（Aikanáro）或艾卡納（Aikanár），意思是「猛烈的火焰」Fell-fire或Sharp-flame。
他的父名是安柏瑞托（Ambaráto），名字裡"amba"包含著「上、向上」up, upward的意思，而"arat"則有著「尊貴、高尚」exalted, lofty的意思。

## 總覽
艾格諾爾是諾多族精靈（Noldor）。他是諾多族王子費納芬與帖勒瑞族公主伊珥雯（Eärwen）的三子。哥哥是芬羅德（Finrod）及安格羅德（Angrod），妹妹是凱蘭崔爾（Galadriel）。他和兄長安格羅德的好友是表親芬鞏（Fingon）。
艾格諾爾隸屬於長兄芬羅德的統領，因為他是中土費納芬家族（House of Finarfin）的首領。他是一名勇敢的戰士，敢於帶領人數不多的守軍駐紮在抵制魔苟斯最前線的多索尼安高地，監視阿德加藍草原（Ard-galen），半獸人亦深深畏懼於他的英勇。一如其名，他在憤怒或作戰時眼睛會亮如烈火，不過他仍是一位仁慈且高貴的精靈。他雖然勇敢但也許有些魯莽，因為安列絲在辯論後，請芬羅德勸艾格諾爾別去冒不必要的險。
艾格諾爾既不願亦從未迎娶任何精靈女子，因為他的愛都給了人類比歐族的女智者（Wise）安列絲，而安列絲也同樣愛他。但戰時並非愛情的合適時間，加上艾格諾爾預感自己將死，不願享受一時之快而蒙永世之痛苦，亦不欲拋棄自己的責任，更怕安列絲衰老時他的不老會讓她蒙羞，因此他決定不與安列絲在一起。這段感情暗示在收錄於《魔苟斯的戒指》的文章《芬羅德與安列絲的辯論》（Athrabeth Finrod ah Andreth）。在辯論中，安列絲認為對比艾爾達（Eldar）來說人類是卑微的，故她不被艾格諾爾接受。芬羅德安撫了她，告訴她艾格諾爾的真正心意和原因。

## 生平

### 早年
艾格諾爾生於雙樹紀的提理安（Tirion）。因著他與芬鞏的友誼，故他願意在前往中土之事上與芬鞏站在同一陣線。作為費納芬家族的他，經歷了西爾卡瑞西海峽（Helcaraxë）的痛苦旅程才能抵達中土大陸。

### 抵達貝爾蘭以後
雖然沒有紀錄，但艾格諾爾應該有參與了早期的戰事，如阿格烈瑞伯戰役（Dagor Aglareb）。他在安格班之圍（Siege of Angband）時與兄長安格羅德駐軍多索尼安（Dorthonion），並可能參與了太陽紀402年援救艾格隆隘口（Pass of Aglon）的戰鬥。422年時，芬國昐（Fingolfin）想號召眾精靈主動進擊安格班（Angband），艾格諾爾積極支持他的計劃。無奈其他精靈安於現狀，無心戀戰，於是計劃流產。
在他駐兵多索尼安時，比歐族人類（House of Bëor）遷入多索尼安。艾格諾爾偶遇到安列絲，對她一見鍾情，她也以愛回報他。不過艾格諾爾卻選擇狠下心離開安列絲，他們從此沒有再見過對方，但二人的愛依舊無減。

### 死亡
辯論之後許多年，魔苟斯發動班戈拉赫戰役，艾格諾爾奮戰至死。他很可能如同芬羅德所說，自此留在曼督斯（Mandos）的廳堂裡，回憶在艾露因湖（Tarn Aeluin）的倒影上看到安列絲的晚上，以及在多索尼安的松樹林裡遇到她的清晨，直至世界終結。

## 早期版本
在早期創作裡，有位角色的名字是Egnor。一些早期故事裡，他被設定為貝倫（Beren）之父，貝倫在那時是一位諾多族精靈。這位Egnor 未必一定是之後出現的艾格諾爾。 

## 資料來源
1. ↑  《精靈寶鑽》 2002年 聯經初版翻譯 第五章《艾爾達瑪與艾爾達的王子們》
2. 1 2  《中土世界的歷史》 vol.11《中土世界的民族》"The Shibbeloth of Feanor"
3. ↑  Thain's Book: Aegnor 的存檔，存档日期2011-06-09.
4. 1 2  《中土世界的歷史》 vol.10《魔苟斯的戒指》"Athrabeth Finrod ah Andreth"
5. 1 2  《中土世界的歷史》 Vol.11《珠寶之戰》 "The Grey Annals"
6. ↑  《精靈寶鑽》 2002年 聯經初版翻譯 第十八章《貝爾蘭的毀滅與芬國昐的殞落》